# Nullladungspotential
Als Nullladungspotential (auch elektrokapillarer Nullpunkt) bezeichnet man in der Elektrochemie das Potential einer Elektrode, auf deren Oberfläche sich keine überschüssige Ladung aufgrund von Überschuss-Ionen befindet. Im Englischen wird es als potential of zero charge (pzc) bezeichnet.
Das Nullladungspotential ist nicht gleichzusetzen mit dem inneren Potential der Elektrolytlösung, da die elektrochemische Doppelschicht auf einer Elektrode einen Potentialgradienten erzeugt. 
Durch Elektrokapillarität kann das Nullladungspotential für flüssige Metalle wie Quecksilber oder Gallium experimentell durch Messung der Oberflächenspannung bestimmt werden.